# 苯基溴化镁
苯基溴化镁是一种格氏试剂，化学式为C6H5MgBr。它可以在有机合成反应中提供苯基合成子。它在实验室可以通过溴苯和镁屑的反应得到，反应中需要加入少量的碘来活化镁，以引发反应。

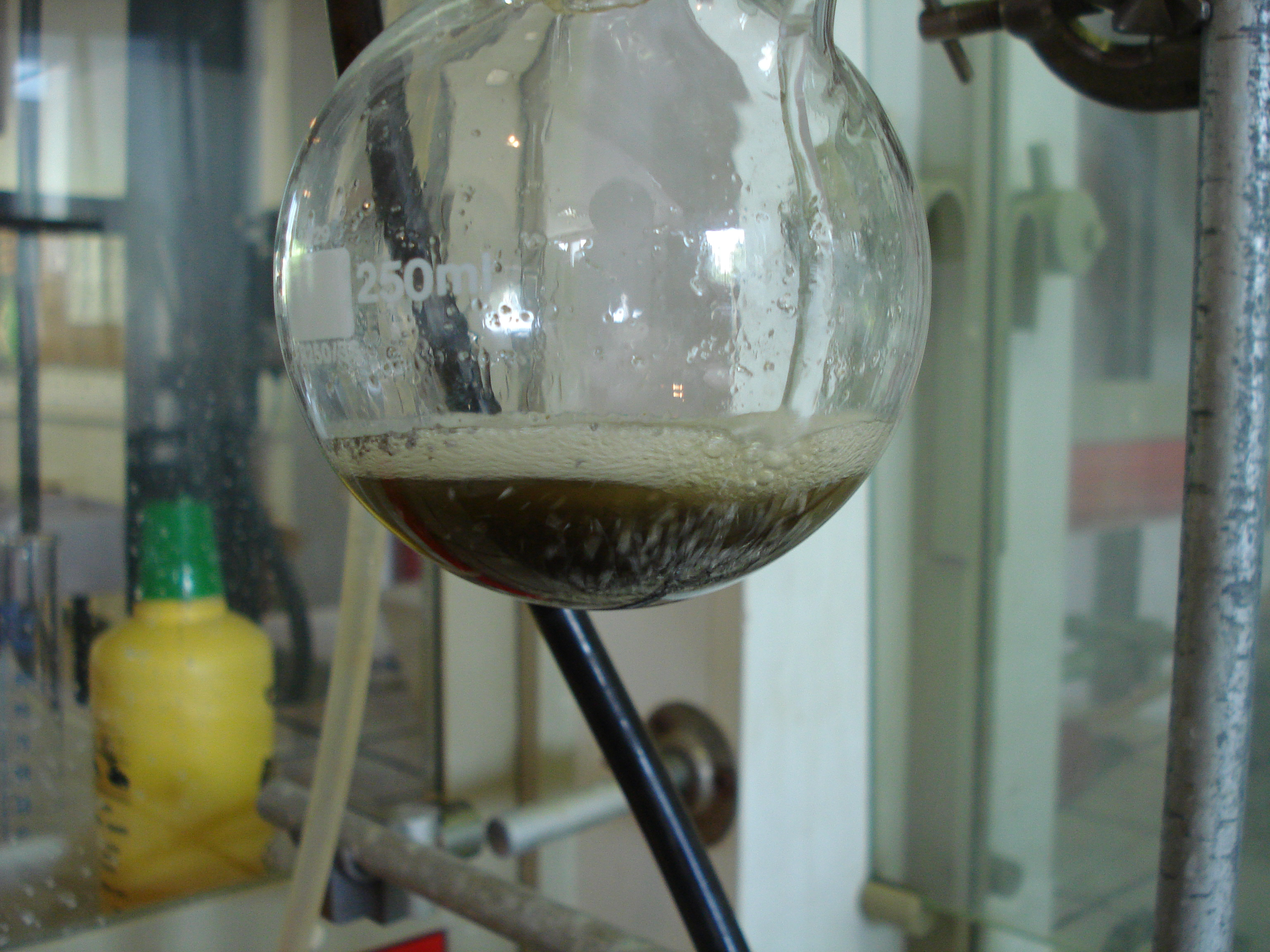
苯基溴化镁的合成